# Corona (fenomeno ottico)

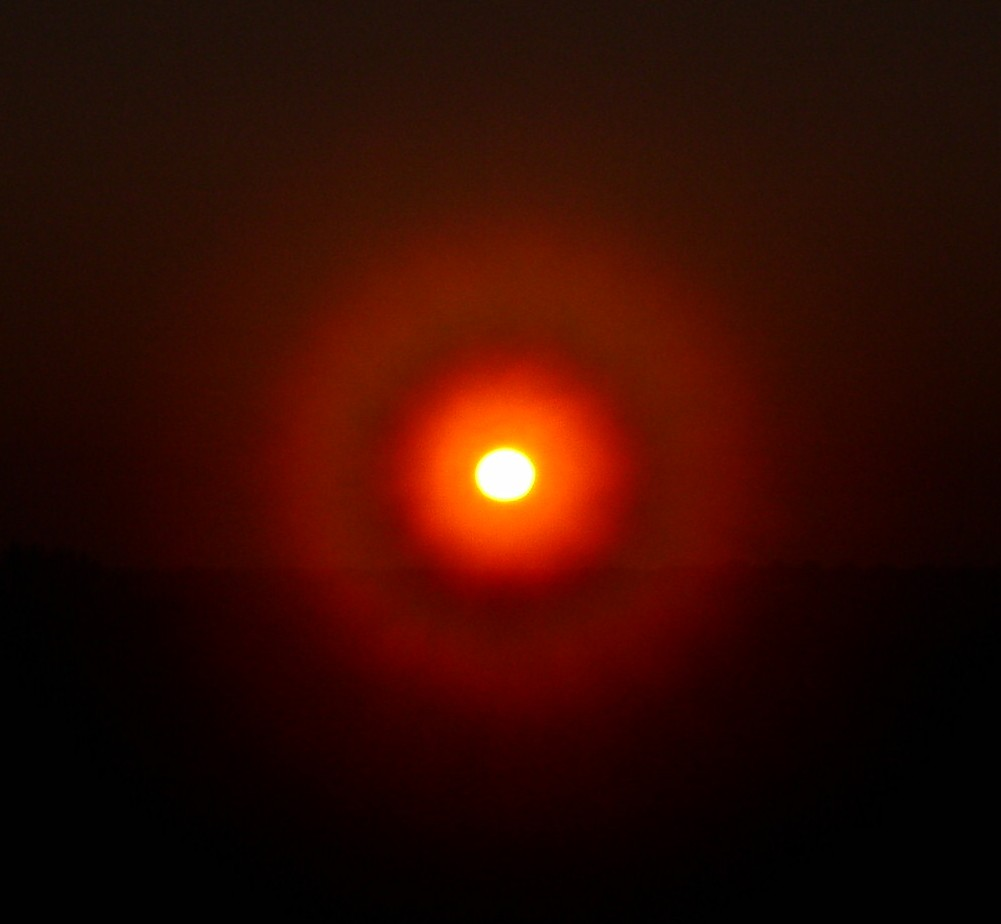
Corona solare

Una corona è un fenomeno ottico consistente in un anello colorato che circonda il Sole.

## Formazione
Si forma a causa della presenza di strati nuvolosi (come altocumuli semitrasparenti) abbastanza sottili, sia formati da goccioline d'acqua liquida che da cristalli di ghiaccio. Perché compaia una corona è necessario che le dimensioni delle goccioline o dei cristalli di ghiaccio siano approssimativamente le stesse: se questo non avviene si avrà un'iridescenza. Può comparire in presenza di nebbia: in tal caso è probabile che la nebbia si diradi e si dissolva entro breve tempo.